# It's Forever
It's Forever è un singolo della cantautrice italiana Mariella Nava cantato in coppia con Dionne Warwick, pubblicato il 18 febbraio 2005 su etichetta Sony Music / Zerolandia  su licenza Calycanthus e già contenuto nell'album Condivisioni, uscito nel novembre 2004.

## Descrizione
Il brano, un inno alla pace, è stato nominato tra i 10 brani proposti al pubblico per al premio Amnesty International sezione Italia e Voci per la Libertà, per il suo testo che contribuisce alla sensibilizzazione sulla difesa dei diritti umani; il singolo è entrato alla posizione numero 41 della classifica FIMI dei singoli più venduti nella settimana WK 8.
È stato scelto come inno dei campionati mondiali di sci di Bormio 2005.

## Tracce
Testi e musiche di Mariella Nava.
1. It's Forever – 4:06
2. Non deludermi – 4:45

## Formazione
- Mariella Nava - voce, preproduzione
- Dionne Warwick - voce
- Egidio Maggio - chitarre
- Andrea Pistilli - chitarre
- Stefano Senesi - pianoforte e tastiere
- Jack Tama - percussioni
- Renato Serio - archi scritti e diretti